# 위험한 노출 (1991년 영화)
《위험한 노출》(영어: Total Exposure)는 미국에서 제작된 존 퀸 감독의 1991년 액션 영화이다. 마이클 누리 등이 주연으로 출연하였고 스티브 베수익 등이 제작에 참여하였다.

## 출연

### 주연
- 마이클 누리
- 시즌 허블리
- 제프 코너웨이

### 조연
- 크리스찬 보처
- 로버트 프렌티스
- 밥 들러갤
- 린다 호프만
- 데니스 팔라디노
- 안소니 러셀
- 제니퍼 퍼리토
- 존 F. 고프
- 크리스틴 로즈
- 딘 데블린

## 기타
- 라인프로듀서: 샌포드 햄프턴
- 미술: 진 아벨
- 배역: 로리 코브